# Не крутите ручку настройки
«Не крутите ручку настройки» (англ. Do Not Adjust Your Set) — британская юмористическая телепередача. Вначале снималась на студии Rediffusion в Лондоне, затем на Thames Television для британского коммерческого телеканала ITV. Выходила с 26 декабря 1967-го по 14 мая 1969 года.

## Название
Для названия шоу использована телевизионная заставка, применявшаяся в те годы при помехах в трансляции.

## История
Изначально предполагалось, что программа будет детская, однако вскоре она стала популярной и у взрослой аудитории. Там впервые появились три будущих участника труппы «Монти Пайтон» — Майкл Пейлин, Эрик Айдл и Терри Джонс. Кроме них, в передаче участвовали комедийные актёры Дениз Коффи и Дэвид Джейсон. В передаче также звучали песни в исполнении группы Bonzo Dog Doo-Dah Band; также принимала участие группа Bob Kerr’s Whoopee Band. Музыканты принимали участие и в скетчах.
В каждой серии разыгрывались скетчи в жанре юмора абсурда и сатиры. В последующем как минимум один скетч из этой передачи был использован в появившемся пять месяцев спустя шоу «Летающий цирк Монти Пайтона». Анимация (два мультипликационных скетча — Beware of the Elephants («Остерегайтесь слонов») и Christmas Card («Рождественская открытка») была выполнена еще одним будущим участником труппы «Монти Пайтон» — Терри Гиллиамом.

## «Капитан Фантастик»
Пародийный «телесериал в телесериале» о невероятных приключениях незадачливого супергероя — капитана Фантастик (Дэвид Джейсон), сражавшегося со злодейкой миссис Блэк (Дениз Коффи).